# Mutthorn
Mutthorn är en bergstopp i Schweiz.   Den ligger i distriktet Interlaken-Oberhasli och kantonen Bern, i den centrala delen av landet, 60 km sydost om huvudstaden Bern. Toppen på Mutthorn är 3 035 meter över havet, eller 123 meter över den omgivande terrängen. Bredden vid basen är 0,85 km.
Terrängen runt Mutthorn är huvudsakligen bergig, men den allra närmaste omgivningen är kuperad. Närmaste större samhälle är Frutigen, 17,4 km nordväst om Mutthorn. 
Trakten runt Mutthorn är permanent täckt av is och snö. Runt Mutthorn är det mycket glesbefolkat, med 6 invånare per kvadratkilometer.